# Stemonyphantes grossus
Stemonyphantes grossus är en spindelart som beskrevs av Andrei V. Tanasevitch 1985. Stemonyphantes grossus ingår i släktet Stemonyphantes och familjen täckvävarspindlar. Inga underarter finns listade i Catalogue of Life.